# ツール・ド・フランス
ツール・ド・フランスまたは（ル・）トゥール・ド・フランス（フランス語: Le Tour de France、以下「ツール」）は、毎年7月にフランスおよび周辺国を舞台にして行われる自転車ロードレース。1903年に始まり、主催は、傘下にスポーツ新聞『レキップ』や一般紙『ル・パリジャン』などを抱えるフランスの大企業アモリ・スポル・オルガニザシオン（ASO, Amaury Sport Organisation）。
名称はフランス語で「フランス一周」を意味する。フランス語による同様の名称のレースには、スイスで行われるツール・ド・スイスなどがある。単にル・ツール（Le Tour：ル・トゥール）と呼ばれることもある。ジロ・デ・イタリアやスペインで開催されるブエルタ・ア・エスパーニャと並ぶ世界三大自転車レース（グランツール）の一つであり、FIFAワールドカップやオリンピックと並ぶ世界三大スポーツイベントの一つと称される。
「近代ツール」と区別される場合は1930年大会以降の大会を示す。この大会から個人参加が認められなくなった。

## 概要

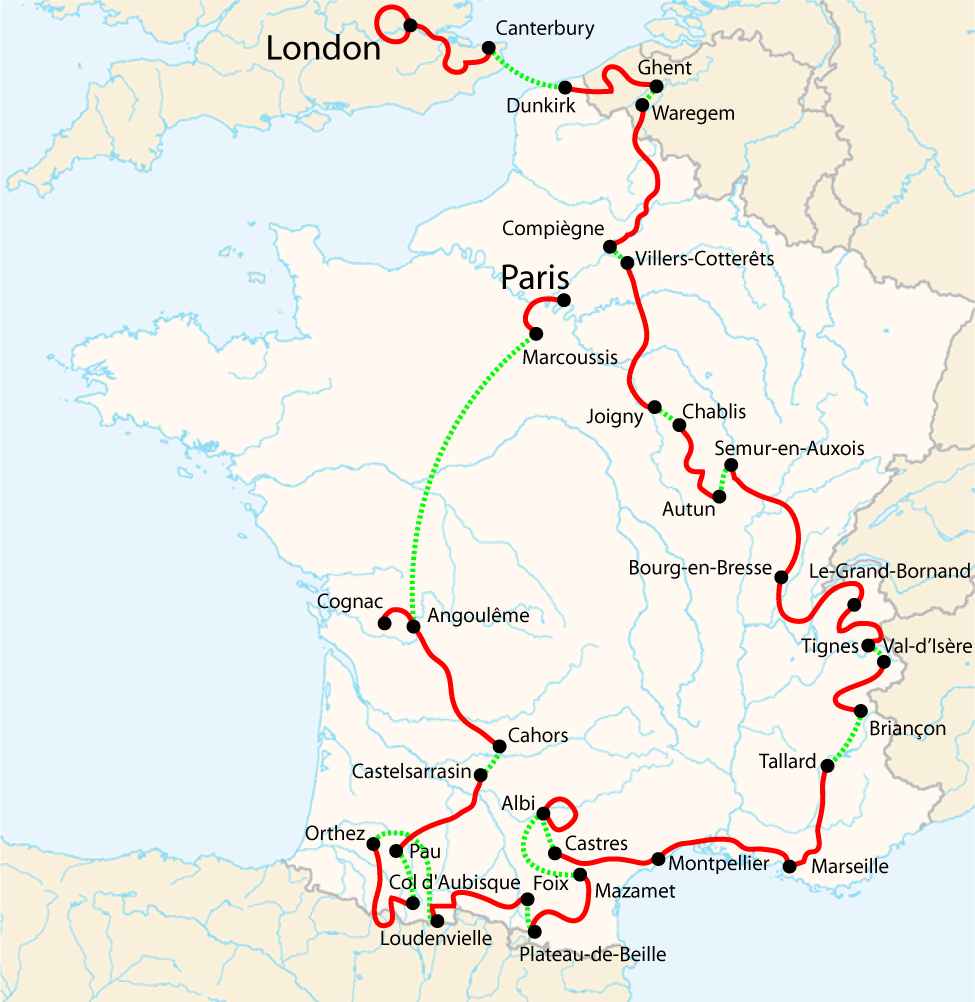
2007年のコース

毎年7月に23日間の日程で行われるステージレースで、距離にして3300km前後、高低差2000m以上という起伏に富んだコースを走り抜く。フランス国内でのレースが中心だがイギリス、イタリア、スペイン、ベルギー、モナコなど周辺国が舞台になるステージもある。ステージ数は1993年以降「プロローグ」を含めて全21ステージが定着しているが、それ以前はもっと多いステージ数で争われることもあった。平坦ステージ、山岳ステージ、タイムトライアルステージ（個人、チーム）と多彩なステージ設定がされているが、山岳の比重が大きくなることの多いジロ・デ・イタリアやブエルタ・ア・エスパーニャに比べて平地ステージと山岳ステージのバランスがとれた構成となっている。
スポンサーの名を冠した8人編成（最低6人。2017年大会までは9人編成）のチームが、20～22チーム参加する。出場する選手の国籍はヨーロッパだけに限らず、アメリカやオーストラリア、カザフスタン、コロンビアなど多様である。
総合成績1位の選手には黄色のジャージ「マイヨ・ジョーヌ」が与えられるほかスプリント賞、山岳賞、新人賞といった各賞の対象者も特別なジャージを着用する。
賞金総額は2015年の場合で約203万ユーロ、うち総合優勝者に45万ユーロとなっているほか、各ステージ優勝やスプリント賞・山岳賞などに細かく賞金が設定されている。

## 特徴

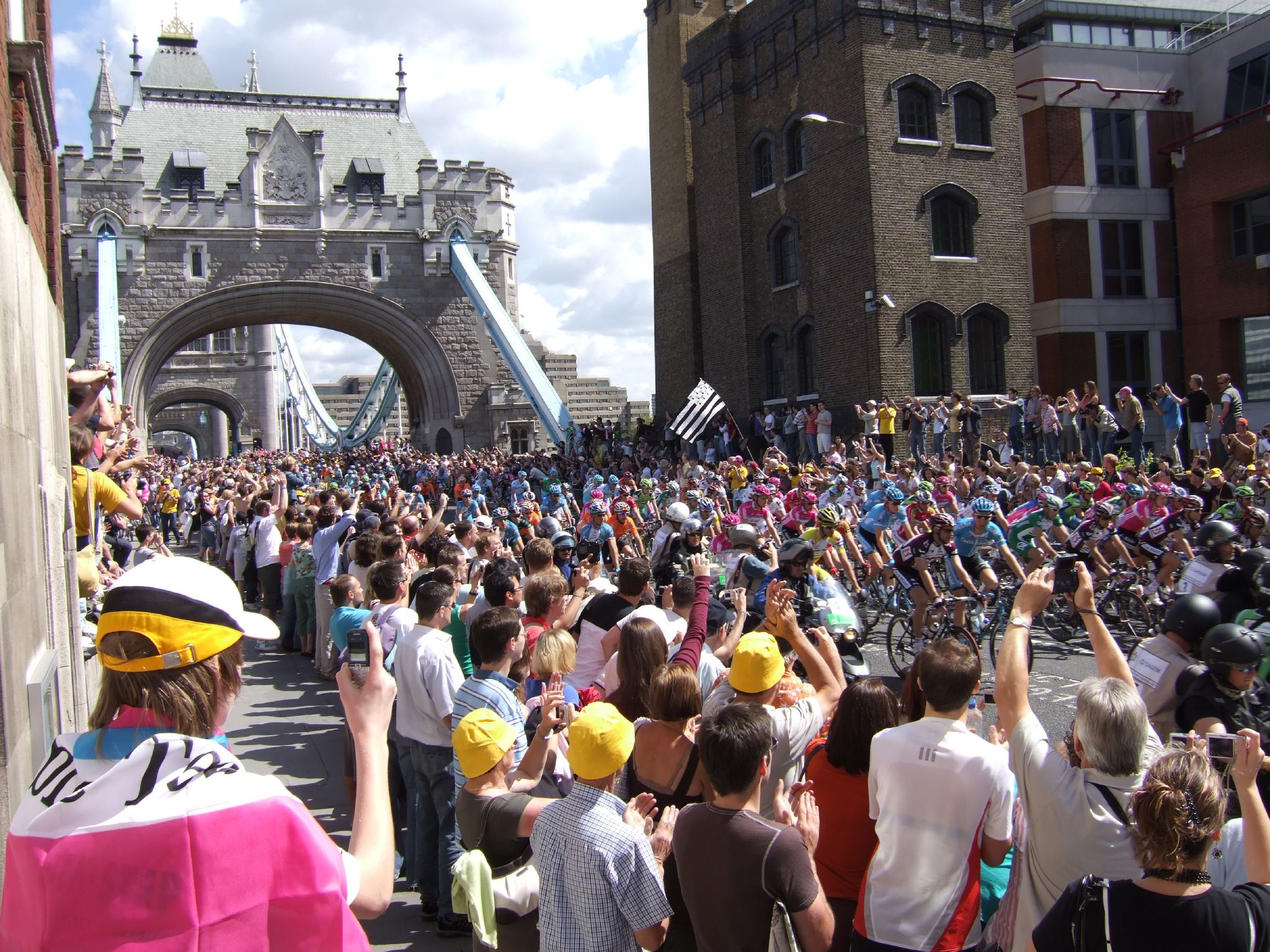
街を駆け抜ける集団

例年、前半は平坦基調のステージが続き、スピードマンたちの逃げやスプリンターたちによる迫力あるゴールスプリントが見られる。そして中盤に一度山岳を通過し優勝候補が絞り込まれ、その後はまた平坦ステージが続き、今度はポイント賞争いが絞り込まれる。後半にかけてはラルプ・デュエズ、ガリビエ、モン・ヴァントゥなどの峠を舞台にした山岳ステージで総合優勝や山岳賞をかけたオールラウンダーやクライマーたちの戦いが繰り広げられる。
2度の山岳コースはそれぞれ3日ほど繰り広げられ、それぞれピレネー山脈とアルプス山脈を使うことが多いため、「ピレネーラウンド」「アルプスラウンド」と呼ばれる。間の平坦基調ステージは主にこの二つの山脈の間を移動するために設定されているが、この緩急をつけたレイアウトと平坦ステージの多さ、ポイント賞のシステム（後述）などもあり、スプリンターが一番ポイント賞を獲得しやすいグランツールとなっている。
かつては各ステージのゴールと次のステージのスタートが同じ町だったが、スタート・ゴール地点を希望する市町村が多いため現在は一致しないことが多い。
他のグランツールではしばしば最終ステージが個人タイムトライアルとなることがあるが、ツール・ド・フランスにおいては稀である。最終日前日の第20ステージ（プロローグが設定される場合は第19ステージ）で総合優勝争いには決着がつき、最終ステージはパリ市街を中心に回るクリテリウム形式のコース設定がされ、シャンゼリゼゴールに設定されるのが恒例である。最終日は選手たちがシャンパンを片手に走る光景もよく見られるなど顔見せの凱旋パレードの色合いが強く、ポイント賞を争うスプリンターやステージ優勝を狙う選手以外は安全を優先して走る。総合優勝を争う選手は集団落車に巻き込まれないようアシスト選手で周囲を固めゴールスプリントが済んだ後にゴールに入るため、実質的な総合優勝争いは最終日の前日までとなる。もっとも、過去に最終日に個人タイムトライアルに設定されたケースもあり、総合首位が逆転するケースがしばしば起こっている。1968年、前ステージまで16秒差の総合3位につけていたヤン・ヤンセンがヘルマン・ファンスプリンヘルを、また1989年、同じくローラン・フィニョンに50秒の差をつけられていたグレッグ・レモンが大逆転したケースがある。しかし1989年のケースにおいて、フィニョンの負け方があまりにも悲劇的だったことから、最終ステージを個人タイムトライアルとすることに対し、とりわけ同胞であるフランス人から批判が殺到した。この影響を受け1990年以降、最終ステージにおける個人タイムトライアルは2023年まで行われない。2024年大会で35年ぶりに実施される予定である。

## 歴史

### 黎明期
スポーツ新聞社・ロト（L'Auto、現在のレキップ紙）の宣伝のために当時の編集長アンリ・デグランジュが自動車による「ツール・ド・フランス」をヒントに企画したのが始まりで自転車レースを企画するライバル2紙、ル・プティ・ジュルナル（Le Petit Journal）によるパリ・ブレスト・パリ（現在はアマチュアが参加するブルベというイベントに変わっている）、並びにヴェロ紙（Le Velo）がスポンサーとなるボルドー〜パリ間レースに対抗するためのものであった。
1903年に行われた第1回は、パリ郊外モンジュロン（Montgeron）のカフェ「ルヴェイユ・マタン (Au Reveil Matin)」前からヴィル＝ダヴレーまで、合計走行距離2428km・6ステージで行われ、1ステージ平均400kmを走るという過酷なレースであった。初期のレースではほとんど休みがない耐久戦であり、眠る際にもライダーは道路脇で眠っていたという。一方で休息日が第1回は1日おき（1ステージ走ったら1日休み）、その後も3～4日ごとに設けられるなど休息日の数は現在よりも多かった。ゴール先の宿泊先も自分で手配し、いかなる場合でも（自転車の故障による修理なども含む）他者の協力を得ることは禁止されていたため、選手は修理用の工具や交換用のタイヤを身につけて走っていた。
第3回からは距離を縮めた分、ステージ数が倍増。さらに山岳ステージが導入された。ただ当時は変速機が無く、登山用の低速ギアが後輪の反対側（ダブルコグ）に取り付けられていた。しかし、上り坂に来るたびに選手は後輪を前後反対に付け直さねばならなかったためレースは相変わらず過酷なものだった。間もなく変速機が開発されるが、デグランジュはこれを禁止した（デグランジュは「変速機は女子供が使うもの」との考えを持っていたといわれる）。
初期はルールが一定せず、第3～10回は総合優勝がポイント順位制（各ステージ首位の選手とのタイム差をポイントに換算し、点数の最も少ない選手が優勝）とされていた。また第9回からチームによる参加が認められたが、引き続き個人としての参加も可能となっていた（1936年まで）。
以後も徐々にステージ数は増えそれに伴いレースは大規模化していくが、第一次世界大戦によって1915年から1918年までは中断。1919年から再開されたがこの頃は再び走行距離も伸び1ステージ平均350kmを走るのが当たり前で、総距離は5000kmを超える傾向が1930年代まで続いた。

### ナショナルチーム時代
1930年からは商業スポンサーによるチーム（いわゆる「トレードチーム」）の参加を禁止し、チームは全て同一国籍の選手によるナショナルチームでの参加を義務付けることとなった。しかしチーム数が不足したため、ナショナルチーム以外にも地域選抜チームの参加も認められた。チームから商業スポンサーを排除した結果、主催者は選手への機材の供給を一手に引き受けなければならなくなった。主催者は運営費用を調達するため、レースの前に宣伝カーを走らせてそのスポンサー料を運営費用に充てることを思いつく。この結果、現在のツールでも見られる「キャラバン隊」がこの年に誕生した。
1930年代以降はステージ数20前後、走行距離は4500km程度の規模になり、ほぼ現在の開催スタイルとなる。1937年にデグランジュが代表の座を退くとツールでは変速機の使用が認められるようになったほか、個人参加が禁止されチームカーが導入されるなど「チームによる戦い」としてのツールが確立される。総合優勝以外の各賞が制定されたのもこの頃で、チーム賞は1930年、山岳賞は1933年（ただしジャージ制定は1975年）、ポイント賞は1953年に制定されている。
しかし第二次世界大戦によって1940年から1946年まで再び中断を余儀なくされた。この戦争を挟んだ時代に参加した選手の中にイタリアのファウスト・コッピ、ジーノ・バルタリがいる。この時代からツールはチームを編成した集団競技へと移行し、チーム編成の規定も試行錯誤が続けられた。1947年から再開され、以後1950年代にルイゾン・ボベが3連覇を達成した。

### トレードチームによる戦いへ
1960年代に入ると自転車レース人気の高まりからスポンサーが増え、ナショナルチーム制を取る当時のツールに対する不満が高まってきた。これに加えフランスのナショナルチーム内においてジャック・アンクティルとレイモン・プリドールが対立し、ナショナルチームとして両者を同じレースに出場させることができない状態となった。当時のフランス自転車界の二大スター選手の片方を欠くことはレースの盛り上がりをそぐことになるため、主催者はこの問題を回避すべく1962年からトレードチームによるエントリーを認めることとなった。その後、1967年と1968年には一時的にナショナルチーム制が復活するものの、現在に至るトレードチームによる戦いがここにスタートした。
1960年代にはアンクティル、1970年代前半にエディ・メルクスが4連覇を達成。1973年には独立した運営企業として「ソシエテ・デュ・ツール・ド・フランス（Société du Tour de France）」が設立された（同社は1993年にASO傘下となる）。1975年には今や恒例となっているシャンゼリゼ通り周回コースによる最終ステージがスタートした。1970年代後半からはベルナール・イノーやローラン・フィニョンらフランス人が活躍。1980年代後半は後半はヨーロッパ出身以外の選手の台頭も目立つようになり、アメリカ人のグレッグ・レモンが活躍した。
1990年代前半にはミゲル・インドゥラインが史上初の5連覇を達成。2000年代にはランス・アームストロングが7連覇を達成したが、2012年にドーピングによるものであるとして剥奪された。
2010年代はイギリスの天下となり、クリス・フルームの3連覇を含む4勝をはじめ、ブラッドリー・ウィギンス、ゲラント・トーマス、エガン・ベルナルによってチームスカイ（スカイ・プロサイクリング、チーム・イネオス）が7勝をあげ、うち6勝はイギリス人選手によるものであった。
2020年に入ると一転、スロベニアのタデイ・ポガチャル擁するUAE チーム・エミレーツ・XRGとデンマークのヨナス・ヴィンゲゴーがエースのチーム・ヴィスマ・リースアバイクが競い合う展開となっており、2025年までの6大会でポガチャル4勝・ヴィンゲゴー2勝と両者で優勝を分けあっている。また2024年にはマーク・カヴェンディッシュが前人未到のツール・ド・フランスステージ優勝35勝目をあげた。

## 知名度と露出度

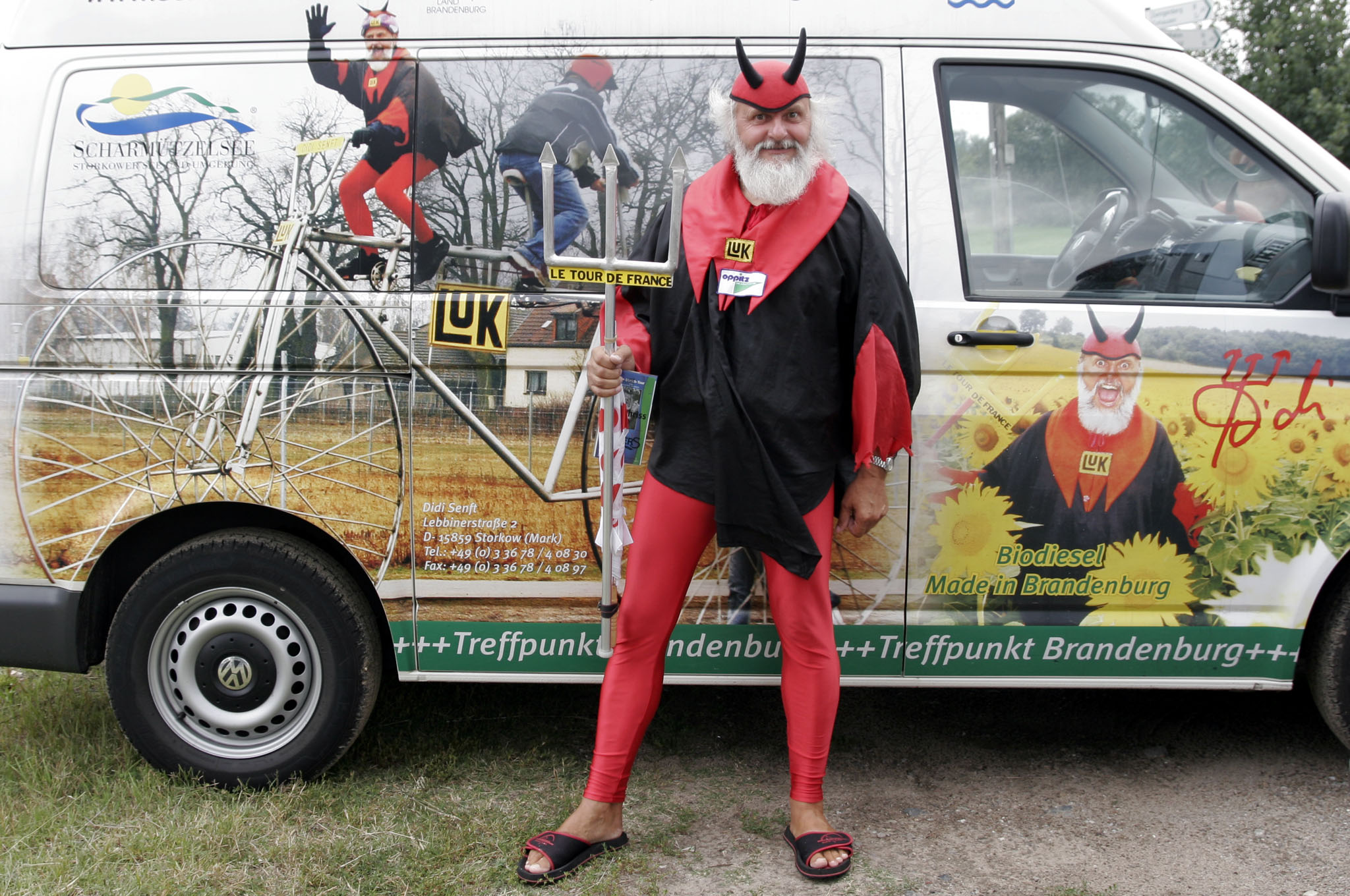
ツールの名物「悪魔おじさん」ことディディ・ゼンフト

他に3週間程度にわたり行われる大規模なステージレースとしてはジロ・デ・イタリア（イタリア一周）とブエルタ・ア・エスパーニャ（スペイン一周）があり、これにツール・ド・フランスを加えて俗にグランツール（三大ツール）と呼ばれる。その中でもツール・ド・フランスの知名度・露出度は突出しており、日本でも「世界最大の自転車レース」として認識されている。
世界各地で開かれる他の自転車レースには興味がなくてもツール・ド・フランスだけは高い関心を持つファンも多数存在しており、開催規模や放映される国の多さ、参加する選手の国籍の多彩さなどから見ても世界屈指のスポーツ競技大会である。2010年時点、186の国と地域でテレビ放送され、うち60か国は生中継を実施している。
そのため総合優勝をはじめとした各賞のステータスが非常に高いことはもとより、各ステージの優勝もクラシックなどワンデイレースのビッグレースでの優勝に匹敵する価値があるともいわれ、1回のステージ優勝であっても生涯の勲章になる。さらに超級山岳ポイントの峠を1位で通過することも名誉なことであり、次回以降通過する際、歴代の峠の制覇者としてオフィシャルガイドに名前が掲載される。それゆえプロロードレース選手にとっては一度は出場してみたい大会の筆頭である。

## 運営
レースが非常に大規模、かつメディア露出度が高いために専門の本部が置かれ、およそ500人のスタッフが運営に関わる。交通規制やレース中の警備、極端な不正行為の取締りはジャンダルマリ（フランス国家憲兵隊）とポリスナシオナル（フランス国家警察）の2系統の警察が担当しており、これに動員される人数が約2万5000人。さらにボランティアで警備などを担当する人は数十万人にのぼると推察されている。
またレース中は情報や補給食・飲料水を供給したり、機材のトラブルをサポートするメカニックが乗り込んだ「サービスカー」と呼ばれる車やオートバイが、選手と共におよそ1500台走る。このサービスカーはチーム専属の車両のほか、中立の立場で水や機材を提供するニュートラルカー（ツールでは主にマヴィックが提供するため「マヴィックカー」として知られる）も参加している。
このほかにも選手が通過するおよそ1～2時間前に各スポンサーが出す山車のような宣伝カーが連なったキャラバン隊が沿道の観客に菓子、応援グッズ、キーホルダーなどのグッズをばら撒いていく。配られる数は1000万を超え車の台数はおよそ200台にもなり、全て見るのに40分以上かかるほどである。2000年と2002年にはこのキャラバンカーに観客の子どもがはねられ死亡する事件が起きている。
キャラバン隊は現地にいる観客へのPRだけなく山岳地帯などレースのスピードが落ちる区間でチームジャージと同じ吸湿性に優れた素材で出来たTシャツを配布し、沿道に即席の応援団を作り出すことでスポンサーのロゴが中継で長く映るようにする（2008年のケス・デパーニュ）など巧妙な宣伝を行っている。近年ではキャラバン隊は選手の通過後にも登場する（2008年以降のヴィッテルなどが代表例）。
運営費は主にテレビ放映権とスポンサー収入で賄われるほか、レースの舞台となる市町村から主催者に支払われる開催料も充てられているもようだが、正確な収入および運営費用は非公開となっている。

## 各賞とリーダージャージについて

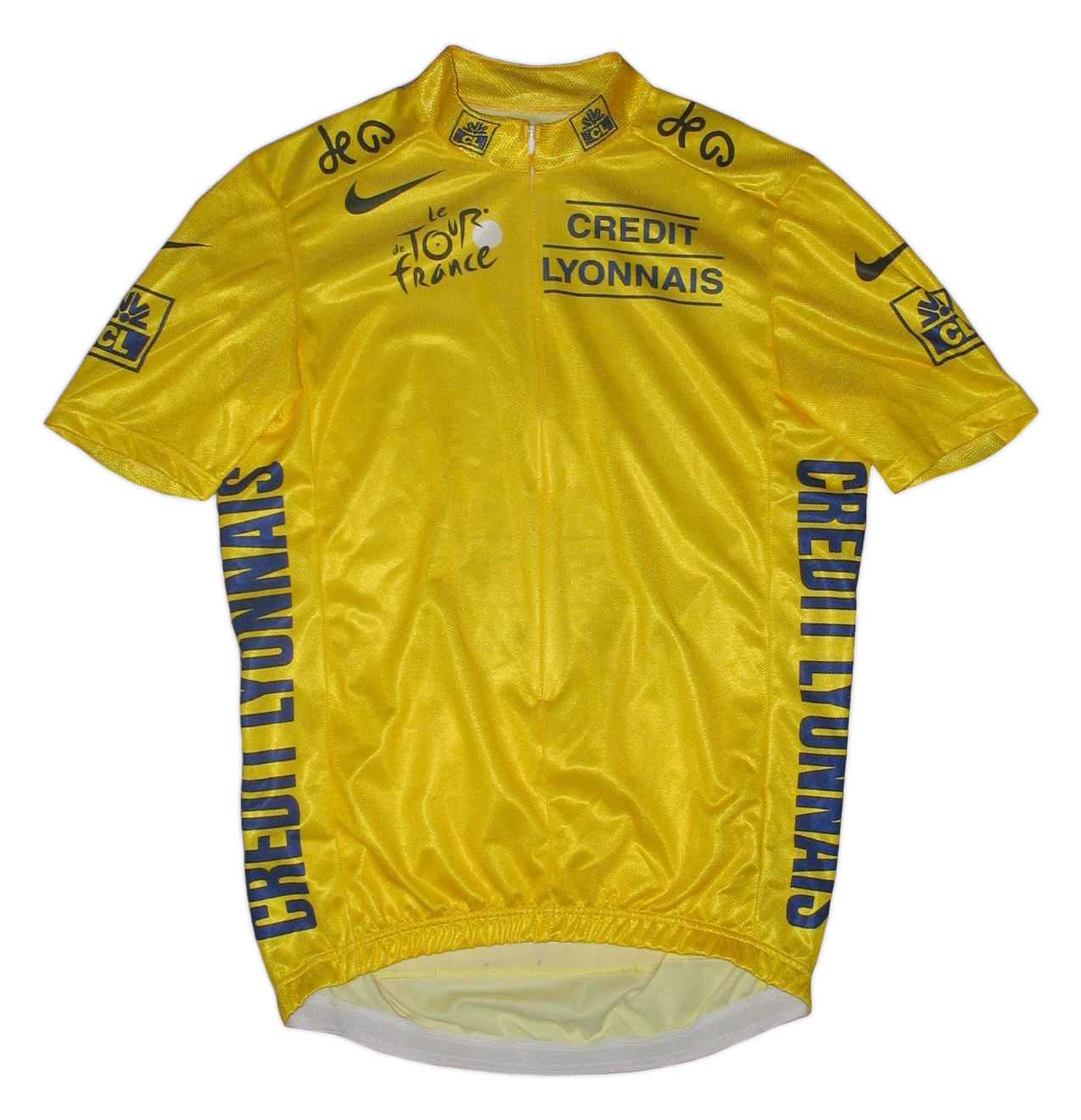
総合1位の選手が着用するマイヨ・ジョーヌ

数種の賞が設定されており、各賞に応じた色別のジャージ（リーダージャージ）、または特別なゼッケンがある。前日のステージ終了時点で各賞の成績第1位の選手およびチームは、翌ステージでそのジャージまたはゼッケンを着用しなければならない。2012年以降、リーダージャージはルコックによる提供。なお表彰式で着用するリーダージャージは背中にファスナーのある表彰式専用のもので、翌ステージで着用するジャージは改めて対象選手（「繰り下げルール」適用の場合は繰り下げの着用対象選手）に渡される。

### マイヨ・ジョーヌ（個人総合時間賞）
黄色のジャージ「マイヨ・ジョーヌ (maillot jaune)」は個人総合成績1位の選手に与えられる。各ステージの所要時間を加算し、合計所要時間が最も少なかった選手が「マイヨ・ジョーヌ」着用の権利を得る。最終ステージの終了時点で「マイヨ・ジョーヌ」着用の権利をもっている選手がツールの総合優勝者となる。

### マイヨ・ヴェール（ポイント賞）
緑色のジャージ「マイヨ・ヴェール (maillot vert)」は「ポイント賞」に対して与えられる。各ステージのゴール、およびステージ途中の中間スプリント地点の通過順位に応じてスプリントポイントが加算され、スプリントポイント1位の選手が「マイヨ・ヴェール」着用の権利を得る。

### マイヨ・ブラン・ア・ポワ・ルージュ（山岳賞）
白地に赤い水玉ジャージ「マイヨ・ブラン・ア・ポワ・ルージュ (maillot blanc à pois rouges)」は「山岳賞」に対して与えられる。山岳ポイント地点の通過順位に応じて山岳ポイントが加算され、山岳ポイント1位の選手が「マイヨ・ブラン・ア・ポワ・ルージュ」着用の権利を得る。1975年に初登場。略して「マイヨ・ア・ポワ」あるいは「マイヨ・グランペール」とも呼ばれる。

### マイヨ・ブラン（新人賞）
白色のジャージ「マイヨ・ブラン (maillot blanc)」は開催年に25歳以下の誕生日を迎える選手の中で総合成績が最も上位の選手に与えられる（大会期間中に25歳であっても開催年中に26歳になる選手は対象外）。「新人賞」と訳されることが多いが、該当の年齢であれば複数回受賞できるため正確には「最優秀若手選手賞」と呼ぶのがふさわしい。色の由来は不明。

### ドサール・ルージュ（敢闘賞）
タイムトライアルと最終ステージを除く各ステージで特に果敢に動いたと認められた選手には「敢闘賞」として、通常白地に黒文字のゼッケンの代わりに赤地に白抜き数字のゼッケンが与えられる（ただし2004年はスポンサーの関係から青地に白数字のものが使われていた）。「敢闘賞」は他の賞と異なり審査員の主観によって選ばれる賞で、各ステージ終了直前に受賞選手1人が主催者から発表され、表彰が行われる。審査員の中には逃げ屋でおなじみとなっていたジャッキー・デュランも含まれていることもあり、逃げ集団が吸収された際は最後まで逃げていた選手、逃げ集団が逃げ切りでゴールした際は2位の選手、単独逃げ切りに成功した場合はその選手が敢闘賞となる確率が高い。2009年の最終ステージ（シャンゼリゼ通り）では、別府史之が日本人初の敢闘賞を獲得した。2010年以降、最終ステージについてはステージ敢闘賞の対象外となっている。また最終日には大会全体で最も果敢な走りをしたと認められた選手1人に「スーパー敢闘賞」（「総合敢闘賞」とも）が贈られる。

### ドサール・ジョーヌ（チーム総合時間賞）
各ステージの終了後、チームごとに先頭から3人の所要時間の合計が加算され（各チームの総合時間成績の上位3人ではないことに注意）、最も少ない時間のチームが表彰される。リタイアなどによりチームが3人未満になったチームは順位から除外となる。2006年からは黄色地に黒文字のゼッケンがチーム総合首位の選手全員に与えられている。チーム総合1位のチームに敢闘賞ゼッケン対象者がいる場合は、敢闘賞ゼッケンを優先する。

### その他の賞
その年の最大標高の山岳をトップで通過した選手にアンリ・デグランジュ記念賞が与えられる。特にジャージやゼッケンなどは設定されていないが、数千ユーロの賞金が授与される。ジロ・デ・イタリアにおけるチマ・コッピと同じもの。

## 各種規則
- ゴール争い時の危険防止のため集団でゴールした場合、集団内（前車との差が1秒以内。2017年以降、平坦ステージに限り3秒以内）のすべての選手は集団先頭と同タイムとみなされる。同様の目的でゴール手前3km以内（2004年までは1km以内）で落車に巻き込まれたり、メカトラブルなどが発生し遅れた場合は、原則として元々その選手が加わっていた集団と同じタイムが与えられる[注 5]。
- 各ステージには制限時間があり、基本的には「そのステージの優勝選手のタイムに対し何パーセントオーバー以内」という形で定められる（具体的な割合は優勝選手の平均速度やステージ形態などにより変化する）。基本的に制限時間以内にゴールできなかった選手はタイムオーバーによるリタイア扱いとなるが、タイムオーバーした選手が出走選手数の20%以上に及ぶ場合は主催者による救済措置が取られる場合がある（詳細はグルペットを参照）。タイムトライアルではステージ優勝者のタイムに対し、25%以上でタイムオーバーとなる。
- 不正行為には罰金やポイント没収、タイム加算などの各種ペナルティが課され、ゴール地点に設置されるプレスルームで配布されるコミュニケに記載され配布される。主な不正行為としては以下のものがある。
  - 落車や修理で集団から遅れた際、集団に復帰するために規定以上にサポートカーを風除けに使う、サポートカーに掴まるなど。
  - ゴールスプリントの際の危険行為（蛇行、斜行による走路妨害、体当たりなど）
  - 既定以外のユニフォーム着用
  - 山岳コースでのギャラリーによる後押し
  - ゴールまで残り20kmを切ってからのサポートカーからの補給
- スプリントポイントについては与えられるポイント数がステージの形状により変わる。ゴールでのスプリントポイントは平坦ステージの場合が最も高く以下、中位のステージ、山岳ステージ、タイムトライアルの順にポイントが少なくなる。また各ステージには中間スプリント地点が設定されているが、2010年までは「ステージ毎に概ね2ヶ所程度、3位までにポイント」というルールだったのに対し、2011年からは「各ステージ1ヶ所のみ、15位までにポイント」と大幅にルールが改められた。総合成績と異なり1cmでも先に通過した選手が高いポイントを得られるためポイント設定箇所、特にゴール前ではスプリンター同士の熾烈な争いが繰り広げられることとなる。また2015年は難易度1のステージのみポイントが改定され、スプリントステージ優勝者がより有利となるようになった。

| 通過順位               | 1 位 | 2 位 | 3 位 | 4 位 | 5 位 | 6 位 | 7 位 | 8 位 | 9 位 | 10 位 | 11 位 | 12 位 | 13 位 | 14 位 | 15 位 | 16 位 | 17 位 | 18 位 | 19 位 | 20 位 | 21 位 | 22 位 | 23 位 | 24 位 | 25 位 |
| ---------------------- | ---- | ---- | ---- | ---- | ---- | ---- | ---- | ---- | ---- | ----- | ----- | ----- | ----- | ----- | ----- | ----- | ----- | ----- | ----- | ----- | ----- | ----- | ----- | ----- | ----- |
| 平坦ステージ           | 35   | 30   | 26   | 24   | 22   | 20   | 19   | 18   | 17   | 16    | 15    | 14    | 13    | 12    | 11    | 10    | 9     | 8     | 7     | 6     | 5     | 4     | 3     | 2     | 1     |
| 中位山岳               | 25   | 22   | 20   | 18   | 16   | 15   | 14   | 13   | 12   | 11    | 10    | 9     | 8     | 7     | 6     | 5     | 4     | 3     | 2     | 1     |       |       |       |       |       |
| 上級山岳               | 20   | 17   | 15   | 13   | 12   | 10   | 9    | 8    | 7    | 6     | 5     | 4     | 3     | 2     | 1     |       |       |       |       |       |       |       |       |       |       |
| プロローグ&TT          | 15   | 12   | 10   | 8    | 6    | 5    | 4    | 3    | 2    | 1     |       |       |       |       |       |       |       |       |       |       |       |       |       |       |       |
| 中間スプリントポイント | 6    | 4    | 2    |      |      |      |      |      |      |       |       |       |       |       |       |       |       |       |       |       |       |       |       |       |       |

| 通過順位                          | 1 位 | 2 位 | 3 位 | 4 位 | 5 位 | 6 位 | 7 位 | 8 位 | 9 位 | 10 位 | 11 位 | 12 位 | 13 位 | 14 位 | 15 位 |
| --------------------------------- | ---- | ---- | ---- | ---- | ---- | ---- | ---- | ---- | ---- | ----- | ----- | ----- | ----- | ----- | ----- |
| 難易度1ステージ（2015年）         | 50   | 30   | 20   | 18   | 16   | 14   | 12   | 10   | 8    | 7     | 6     | 5     | 4     | 3     | 2     |
| 難易度1ステージ（2011年～2014年） | 45   | 35   | 30   | 26   | 22   | 20   | 18   | 16   | 14   | 12    | 10    | 8     | 6     | 4     | 2     |
| 難易度2ステージ                   | 30   | 25   | 22   | 19   | 17   | 15   | 13   | 11   | 9    | 7     | 6     | 5     | 4     | 3     | 2     |
| 難易度3,4,5ステージ               | 20   | 17   | 15   | 13   | 11   | 10   | 9    | 8    | 7    | 6     | 5     | 4     | 3     | 2     | 1     |
| 中間スプリントポイント            | 20   | 17   | 15   | 13   | 11   | 10   | 9    | 8    | 7    | 6     | 5     | 4     | 3     | 2     | 1     |

- 山岳ポイントについては上り坂の勾配と長さに応じてカテゴリー超級からカテゴリー4級までの5段階に区分されており、通過順にカテゴリーに応じた山岳ポイントが与えられる。カテゴリー超級の坂はいずれも過酷な登りでありツールマレー峠、モン・ヴァントゥ、ガリビエ峠、ラルプ・デュエズ等が有名である。近年はポイント稼ぎの目的でコース前半の山岳でアタックし、最後の上りとなる山頂ゴールでは大きく後退する作戦で山岳賞を狙うケースが目立ったことから2004年からルールが改正され、最後の上り坂がカテゴリー2級以上の場合は与えられるポイントが2倍となった。このため最後まで上位集団に食らいついてゴールした方が総合優勝争いだけでなく山岳賞争いでも有利になったため、戦略にも大きな影響が出ている。

| 通過順位       | 1 位 | 2 位 | 3 位 | 4 位 | 5 位 | 6 位 | 7 位 | 8 位 | 9 位 | 10 位 | 11 位 | 12 位 | 13 位 | 14 位 | 15 位 |
| -------------- | ---- | ---- | ---- | ---- | ---- | ---- | ---- | ---- | ---- | ----- | ----- | ----- | ----- | ----- | ----- |
| カテゴリー超級 | 40   | 35   | 30   | 26   | 22   | 18   | 16   | 14   | 12   | 10    | 8     | 6     | 4     | 2     | 1     |
| カテゴリー1級  | 30   | 26   | 22   | 18   | 14   | 12   | 10   | 8    | 6    | 4     | 2     | 1     |       |       |       |
| カテゴリー2級  | 20   | 15   | 12   | 10   | 8    | 6    | 4    | 3    | 2    | 1     |       |       |       |       |       |
| カテゴリー3級  | 10   | 7    | 5    | 3    | 1    |      |      |      |      |       |       |       |       |       |       |
| カテゴリー4級  | 5    | 3    | 1    |      |      |      |      |      |      |       |       |       |       |       |       |

| 通過順位       | 1 位 | 2 位 | 3 位 | 4 位 | 5 位 | 6 位 | 7 位 | 8 位 | 9 位 | 10 位 |
| -------------- | ---- | ---- | ---- | ---- | ---- | ---- | ---- | ---- | ---- | ----- |
| カテゴリー超級 | 20   | 18   | 16   | 14   | 12   | 10   | 8    | 7    | 6    | 5     |
| カテゴリー1級  | 15   | 13   | 11   | 9    | 8    | 7    | 6    | 5    |      |       |
| カテゴリー2級  | 10   | 9    | 8    | 7    | 6    | 5    |      |      |      |       |
| カテゴリー3級  | 4    | 3    | 2    | 1    |      |      |      |      |      |       |
| カテゴリー4級  | 3    | 2    | 1    |      |      |      |      |      |      |       |

| 通過順位       | 1 位 | 2 位 | 3 位 | 4 位 | 5 位 | 6 位 |
| -------------- | ---- | ---- | ---- | ---- | ---- | ---- |
| カテゴリー超級 | 20   | 16   | 12   | 8    | 4    | 2    |
| カテゴリー1級  | 10   | 8    | 6    | 4    | 2    | 1    |
| カテゴリー2級  | 5    | 3    | 2    | 1    |      |      |
| カテゴリー3級  | 2    | 1    |      |      |      |      |
| カテゴリー4級  | 1    |      |      |      |      |      |

| 通過順位       | 1 位 | 2 位 | 3 位 | 4 位 | 5 位 | 6 位 | 7 位 | 8 位 | 9 位 | 10 位 |
| -------------- | ---- | ---- | ---- | ---- | ---- | ---- | ---- | ---- | ---- | ----- |
| カテゴリー超級 | 25   | 20   | 16   | 14   | 12   | 10   | 8    | 6    | 4    | 2     |
| カテゴリー1級  | 10   | 8    | 6    | 4    | 2    | 1    |      |      |      |       |
| カテゴリー2級  | 5    | 3    | 2    | 1    |      |      |      |      |      |       |
| カテゴリー3級  | 2    | 1    |      |      |      |      |      |      |      |       |
| カテゴリー4級  | 1    |      |      |      |      |      |      |      |      |       |

| 通過順位       | 1 位 | 2 位 | 3 位 | 4 位 | 5 位 | 6 位 | 7 位 | 8 位 |
| -------------- | ---- | ---- | ---- | ---- | ---- | ---- | ---- | ---- |
| カテゴリー超級 | 20   | 15   | 12   | 10   | 8    | 6    | 4    | 2    |
| カテゴリー1級  | 10   | 8    | 6    | 4    | 2    | 1    |      |      |
| カテゴリー2級  | 5    | 3    | 2    | 1    |      |      |      |      |
| カテゴリー3級  | 2    | 1    |      |      |      |      |      |      |
| カテゴリー4級  | 1    |      |      |      |      |      |      |      |

## 歴代総合優勝者
所属チーム名は当時。なお、主要部門賞受賞者については
| 回  | 開催期間               | 総合優勝者（所属チーム）                                  | ステージ数 | 総距離    | 平均時速    |
| --- | ---------------------- | --------------------------------------------------------- | ---------- | --------- | ----------- |
| 1   | 1903年7月1日～19日     | モリス・ガラン (La Française)                             | 6          | 2,428km   | 25.679km/h  |
| 2   | 1904年7月2日～24日     | アンリ・コルネ                                            | 6          | 2,429km   | 26.081km/h  |
| 3   | 1905年7月9日～30日     | ルイ・トゥルスリエ (Peugeot)                              | 11         | 2,994km   | 27.107km/h  |
| 4   | 1906年7月4日～29日     | ルネ・ポティエ (Peugeot)                                  | 13         | 4,545km   | 24.463km/h  |
| 5   | 1907年7月8日～8月4日   | ルシアン・プティブルトン1/2 (Peugeot)                     | 14         | 4,488km   | 28.470km/h  |
| 6   | 1908年7月13日～8月9日  | ルシアン・プティブルトン 2/2 (Peugeot)                    | 14         | 4,488km   | 28.740km/h  |
| 7   | 1909年7月5日～8月1日   | フランソワ・ファベール (Alcyon)                           | 14         | 4,488km   | 28.658km/h  |
| 8   | 1910年7月3日～31日     | オクタブ・ラピーズ (Alcyon)                               | 15         | 4,737km   | 28.680km/h  |
| 9   | 1911年7月2日～30日     | ギュスタヴ・ガリグー (Alcyon)                             | 15         | 5,344km   | 27.322km/h  |
| 10  | 1912年6月30日～7月28日 | オディル・ドフレイエ (Alcyon)                             | 15         | 5,319km   | 27.894km/h  |
| 11  | 1913年6月29日～7月27日 | フィリップ・ティス 1/3 (Peugeot)                          | 15         | 5,388km   | 26.715km/h  |
| 12  | 1914年6月28日～7月26日 | フィリップ・ティス 2/3 (Peugeot)                          | 15         | 5,405km   | 27.028km/h  |
| 13  | 1919年6月29日～7月27日 | フィルマン・ランボー 1/2 (La Sportive)                    | 15         | 5,560km   | 24.054km/h  |
| 14  | 1920年6月27日～7月25日 | フィリップ・ティス 3/3 (La Sportive)                      | 15         | 5,519km   | 24.132km/h  |
| 15  | 1921年6月26日～7月24日 | レオン・シウール (La Sportive)                            | 15         | 5,484km   | 24.720km/h  |
| 16  | 1922年6月25日～7月23日 | フィルマン・ランボー 2/2 (Peugeot)                        | 15         | 5,372km   | 24.202km/h  |
| 17  | 1923年6月24日～7月22日 | アンリ・ペリシエ (Automoto)                               | 15         | 5,386km   | 24.428km/h  |
| 18  | 1924年6月22日～7月20日 | オッタビオ・ボテッキア 1/2 (Automoto)                     | 15         | 5,425km   | 24.250km/h  |
| 19  | 1925年6月21日～7月19日 | オッタビオ・ボテッキア 2/2 (Automoto)                     | 15         | 5,430km   | 24.820km/h  |
| 20  | 1926年6月20日～7月18日 | ルシアン・ビュイス (Automoto)                             | 17         | 5,745km   | 24.063km/h  |
| 21  | 1927年6月19日～7月17日 | ニコラ・フランツ 1/2 (Alcyon)                             | 24         | 5,321km   | 27.224km/h  |
| 22  | 1928年6月17日～7月15日 | ニコラ・フランツ 2/2 (Alcyon)                             | 22         | 5,375km   | 27.876km/h  |
| 23  | 1929年6月30日～7月28日 | モリス・デワール (Alcyon)                                 | 22         | 5,276km   | 28.320km/h  |
| 24  | 1930年7月2日～27日     | アンドレ・ルデュック 1/2 (France)                         | 21         | 4,818km   | 27.978km/h  |
| 25  | 1931年6月30日～7月26日 | アントナン・マーニュ 1/2 (France)                         | 24         | 5,095km   | 28.758km/h  |
| 26  | 1932年7月6日～31日     | アンドレ・ルデュック 2/2 (France)                         | 21         | 4,520km   | 29.313km/h  |
| 27  | 1933年6月27日～7月23日 | ジョルジュ・スペシェ (France)                             | 23         | 4,396km   | 29.730km/h  |
| 28  | 1934年7月3日～27日     | アントナン・マーニュ 2/2 (France)                         | 23         | 4,363km   | 31.233km/h  |
| 29  | 1935年7月4日～28日     | ロマン・マース (Belgique)                                 | 21         | 4,338km   | 30.650km/h  |
| 30  | 1936年7月7日～8月2日   | シルベール・マース 1/2 (Belgique)                         | 21         | 4,414km   | 30.912km/h  |
| 31  | 1937年6月30日～7月25日 | ロジェ・ラペビー (France)                                 | 20         | 4,415km   | 31.768km/h  |
| 32  | 1938年7月5日～31日     | ジーノ・バルタリ 1/2 (Italie)                             | 21         | 4,680km   | 31.565km/h  |
| 33  | 1939年7月10日～30日    | シルベール・マース 2/2 (Belgique)                         | 18         | 4,225km   | 31.994km/h  |
| 34  | 1947年6月25日～7月25日 | ジャン・ロビック (Ouest)                                  | 21         | 4,642km   | 31.412km/h  |
| 35  | 1948年6月30日～7月25日 | ジーノ・バルタリ 2/2 (Italie)                             | 21         | 4,922km   | 33.404km/h  |
| 36  | 1949年6月30日～7月21日 | ファウスト・コッピ 1/2 (Italie)                           | 21         | 4,808km   | 32.119km/h  |
| 37  | 1950年7月13日～8月7日  | フェルディナント・キュプラー (Suisse)                     | 22         | 4,775km   | 32.778km/h  |
| 38  | 1951年7月4日～29日     | ユーゴ・コブレ (Suisse)                                   | 24         | 4,697km   | 32.979km/h  |
| 39  | 1952年6月25日～7月19日 | ファウスト・コッピ 2/2 (Italie)                           | 23         | 4,827km   | 31.871km/h  |
| 40  | 1953年7月3日～26日     | ルイゾン・ボベ 1/3 (France)                               | 22         | 4,476km   | 34.593km/h  |
| 41  | 1954年7月8日～8月1日   | ルイゾン・ボベ 2/3 (France)                               | 23         | 4,865km   | 34.639km/h  |
| 42  | 1955年7月7日～30日     | ルイゾン・ボベ 3/3 (France)                               | 22         | 4,476km   | 34.639km/h  |
| 43  | 1956年7月5日～28日     | ロジェ・ワルコビャック (Nord-Est)                         | 22         | 4,527km   | 36.268km/h  |
| 44  | 1957年6月27日～7月20日 | ジャック・アンクティル 1/5 (France)                       | 23         | 4,664km   | 34.520km/h  |
| 45  | 1958年6月26日～7月19日 | シャルリー・ゴール (HOL-LUX)                              | 24         | 4,319km   | 36.905km/h  |
| 46  | 1959年6月26日～7月19日 | フェデリコ・バーモンテス (Esp)                            | 22         | 4,358km   | 35.474km/h  |
| 47  | 1960年6月26日～7月17日 | ガストネ・ネンチーニ (Italie)                             | 21         | 4,173km   | 37.210km/h  |
| 48  | 1961年6月25日～7月16日 | ジャック・アンクティル 2/5 (France)                       | 21         | 4,397km   | 36.033km/h  |
| 49  | 1962年6月24日～7月15日 | ジャック・アンクティル 3/5 (St-Raphaël)                   | 22         | 4,274km   | 37.317km/h  |
| 50  | 1963年6月23日～7月14日 | ジャック・アンクティル 4/5 (St-Raphaël)                   | 21         | 4,138km   | 36.456km/h  |
| 51  | 1964年6月22日～7月14日 | ジャック・アンクティル 5/5 (St-Raphaël)                   | 22         | 4,505km   | 35.419km/h  |
| 52  | 1965年7月8日～8月1日   | フェリーチェ・ジモンディ (Salvarani)                      | 22         | 4,188km   | 35.882km/h  |
| 53  | 1966年6月21日～7月14日 | ルシアン・エマール (Ford)                                 | 22         | 4,329km   | 36.819km/h  |
| 54  | 1967年6月29日～7月13日 | ロジェ・パンジョン (France)                               | 22         | 4,779km   | 35.882 km/h |
| 55  | 1968年6月27日～7月21日 | ヤン・ヤンセン (Hollande)                                 | 22         | 4,492km   | 34.894 km/h |
| 56  | 1969年6月28日～7月20日 | エディ・メルクス 1/5 (Faema)                              | 22         | 4,117km   | 35.296km/h  |
| 57  | 1970年6月27日～7月19日 | エディ・メルクス 2/5 (Faema)                              | 22         | 4,492km   | 34.894km/h  |
| 58  | 1971年6月26日～7月18日 | エディ・メルクス 3/5 (Molten)                             | 20         | 3,585km   | 37.290km/h  |
| 59  | 1972年7月1日～23日     | エディ・メルクス 4/5 (Molteni)                            | 20         | 3,846km   | 35.514km/h  |
| 60  | 1973年6月30日～7月22日 | ルイス・オカーニャ (bic)                                  | 20         | 4,150km   | 33.407km/h  |
| 61  | 1974年6月27日～7月21日 | エディ・メルクス 5/5 (Molteni)                            | 22         | 4,098km   | 35.661km/h  |
| 62  | 1975年6月26日～7月20日 | ベルナール・テヴネ 1/2 (Peugeot)                          | 22         | 4,000km   | 34.906km/h  |
| 63  | 1976年6月24日～7月18日 | ルシアン・ファンインプ (Gitane)                           | 22         | 4,098km   | 34.518km/h  |
| 64  | 1977年6月30日～7月24日 | ベルナール・テヴネ 2/2 (Peugeot)                          | 22         | 4,096km   | 35.393km/h  |
| 65  | 1978年6月29日～7月23日 | ベルナール・イノー 1/5 (Renault-Gitane)                   | 22         | 3,908km   | 36.084km/h  |
| 66  | 1979年6月27日～7月22日 | ベルナール・イノー 2/5 (Renault-Gitane)                   | 24         | 3,765km   | 36.512km/h  |
| 67  | 1980年6月26日～7月21日 | ヨープ・ズートメルク (Raleigh)                            | 22         | 3,842km   | 35.068km/h  |
| 68  | 1981年6月25日～7月19日 | ベルナール・イノー 3/5 (Renault-Gitane)                   | 24         | 3,758km   | 37.844km/h  |
| 69  | 1982年7月2日～25日     | ベルナール・イノー 4/5 (Renault-Gitane)                   | 21         | 3,507km   | 37.458km/h  |
| 70  | 1983年7月1日～24日     | ローラン・フィニョン 1/2 (Renault-Gitane)                 | 22         | 3,860km   | 36.230km/h  |
| 71  | 1984年6月29日～7月22日 | ローラン・フィニョン 2/2 (Renault-Gitane)                 | 23         | 4,021km   | 34.906km/h  |
| 72  | 1985年6月28日～7月21日 | ベルナール・イノー 5/5 (La Vie Claire)                    | 22         | 4,109km   | 36.232km/h  |
| 73  | 1986年7月4日～27日     | グレッグ・レモン 1/3 (La Vie Claire)                      | 23         | 4,084km   | 37.020km/h  |
| 74  | 1987年7月1日～26日     | ステファン・ロシュ (Carrera)                              | 25         | 4,331km   | 36.644km/h  |
| 75  | 1988年7月4日～24日     | ペドロ・デルガド (レイノルズ・チーム)                     | 22         | 3,286km   | 38.909km/h  |
| 76  | 1989年7月1日～23日     | グレッグ・レモン 2/3 (ADR)                                | 21         | 3,285km   | 37.487km/h  |
| 77  | 1990年6月30日～7月22日 | グレッグ・レモン 3/3 (Z)                                  | 21         | 3,286km   | 38.621km/h  |
| 78  | 1991年7月6日～28日     | ミゲル・インドゥライン 1/5 （バネスト）                   | 22         | 3,914km   | 38.747km/h  |
| 79  | 1992年7月4日～26日     | ミゲル・インドゥライン 2/5 （バネスト）                   | 21         | 3,983km   | 39.504km/h  |
| 80  | 1993年7月2日～25日     | ミゲル・インドゥライン 3/5 （バネスト）                   | 20         | 3,714km   | 38.709km/h  |
| 81  | 1994年7月2日～24日     | ミゲル・インドゥライン 4/5 （バネスト）                   | 21         | 3,978km   | 38.381km/h  |
| 82  | 1995年7月1日～23日     | ミゲル・インドゥライン 5/5 （バネスト）                   | 20         | 3,635km   | 39.191km/h  |
| 83  | 1996年6月29日～7月21日 | ビャルヌ・リース （ドイツテレコム）                       | 21         | 3,765km   | 39.235km/h  |
| 84  | 1997年7月5日～27日     | ヤン・ウルリッヒ （ドイツテレコム）                       | 21         | 3,950km   | 39.237km/h  |
| 85  | 1998年7月11日～8月2日  | マルコ・パンターニ （メルカトーレ・ウノ）                 | 21         | 3,875km   | 39.983km/h  |
| 86  | 1999年7月3日～25日     | 優勝者無し                                                | 20         | 3,687km   | 40.276km/h  |
| 87  | 2000年7月1日～23日     | 優勝者無し                                                | 21         | 3,662km   | 39.545km/h  |
| 88  | 2001年7月7日～29日     | 優勝者無し                                                | 20         | 3,453km   | 40.070km/h  |
| 89  | 2002年7月6日～28日     | 優勝者無し                                                | 20         | 3,276km   | 39.909km/h  |
| 90  | 2003年7月5日～27日     | 優勝者無し                                                | 20         | 3,426km   | 40.956km/h  |
| 91  | 2004年7月3日～25日     | 優勝者無し                                                | 20         | 3,391km   | 40.563km/h  |
| 92  | 2005年7月2日～24日     | 優勝者無し                                                | 21         | 3,608km   | 41.654km/h  |
| 93  | 2006年7月1日～23日     | オスカル・ペレイロ （ケス・デパーニュ）                   | 21         | 3,654km   | 40.784km/h  |
| 94  | 2007年7月7日～29日     | アルベルト・コンタドール 1/2 （ディスカバリーチャンネル） | 20         | 3,554km   | 39.226km/h  |
| 95  | 2008年7月5日～27日     | カルロス・サストレ （CSC・サクソバンク）                  | 21         | 3,523km   | 40.093km/h  |
| 96  | 2009年7月4日～26日     | アルベルト・コンタドール 2/2 （アスタナ・チーム）         | 21         | 3,459 km  | 40.31 km/h  |
| 97  | 2010年7月3日～25日     | アンディ・シュレク （チーム・サクソバンク）               | 20         | 3,642km   | 39.596km/h  |
| 98  | 2011年7月2日～24日     | カデル・エヴァンス (BMC・レーシングチーム)                | 21         | 3,471km   | 39.788 km/h |
| 99  | 2012年6月30日～7月22日 | ブラッドリー・ウィギンス （スカイ・プロサイクリング）     | 20         | 3,480km   | 39.735 km/h |
| 100 | 2013年6月29日～7月21日 | クリス・フルーム 1/4 （スカイ・プロサイクリング）         | 21         | 3,403.5km | 40.545 km/h |
| 101 | 2014年7月5日～7月27日  | ヴィンチェンツォ・ニバリ （アスタナ・チーム）             | 21         | 3,663.5km | 40.7 km/h   |
| 102 | 2015年7月4日～7月26日  | クリス・フルーム 2/4 （チームスカイ）                     | 21         | 3,360.3km | 39.64 km/h  |
| 103 | 2016年7月2日～7月24日  | クリス・フルーム 3/4 （チームスカイ）                     | 21         | 3,529km   | 39.62 km/h  |
| 104 | 2017年7月1日～7月23日  | クリス・フルーム 4/4 （チームスカイ）                     | 21         | 3,540km   | 41.00 km/h  |
| 105 | 2018年7月7日～7月29日  | ゲラント・トーマス （チームスカイ）                       | 21         | 3,329km   | 40.21 km/h  |
| 106 | 2019年7月6日～7月28日  | エガン・ベルナル （チーム・イネオス）                     | 21         | 3,366km   | 40.58 km/h  |
| 107 | 2020年8月29日～9月20日 | タデイ・ポガチャル 1/4 （UAE チーム・エミレーツ）         | 21         | 3,484.2km | 39.89 km/h  |
| 108 | 2021年6月26日～7月18日 | タデイ・ポガチャル 2/4 （UAE チーム・エミレーツ）         | 21         | 3,414.4km | 41.17 km/h  |
| 109 | 2022年7月1日～7月24日  | ヨナス・ヴィンゲゴー 1/2 （チーム・ユンボ・ヴィスマ）     | 21         | 3,328km   | 41.83 km/h  |
| 110 | 2023年7月1日～7月23日  | ヨナス・ヴィンゲゴー 2/2 （チーム・ユンボ・ヴィスマ）     | 21         | 3,405.1km | 41.408km/h  |
| 111 | 2024年6月29日～7月21日 | タデイ・ポガチャル 3/4 （UAE チーム・エミレーツ）         | 21         | 3,498km   | 41.818km/h  |
| 112 | 2025年7月5日〜7月27日  | タデイ・ポガチャル 4/4 （UAE チーム・エミレーツ）         | 21         | 3,302km   | 42.849 km/h |

## 国別優勝回数
2022年の109回大会まで、国籍別ではフランスが36勝、次いでベルギーが18勝、スペインが12勝、イタリアが10勝、イギリスが6勝、ルクセンブルクが5勝、アメリカ合衆国、デンマーク、スロベニアが4勝、スイス、オランダがそれぞれ2勝、アイルランド、ドイツ、オーストラリア、コロンビアが各1勝となっている。なおランス・アームストロングの優勝剥奪（後述）があるため、大会の回数と勝利数の合計は一致しない。

## 5勝クラブ
ツールで総合優勝を5回達成した選手達を俗に「5勝クラブ」と呼んでいる。「5勝クラブ」に名を連ねている4人はいずれも歴史に残る名選手である。2005年にランス・アームストロングは史上初の7回の総合優勝を達成したが、2012年にドーピングによるものとして7連覇の記録は剥奪されている。
ジャック・アンクティル（ フランス）
優勝年……1957年、1961年、1962年、1963年、1964年
タイムトライアルのスペシャリストである。1957年に初出場にもかかわらず、圧倒的な強さで初優勝を飾った。その後、肺炎等のため勝利から見放されていたが1961年にカムバックを遂げ勝利を重ねた。1964年のレースでは消化不良に苦しんだが（休養日に振る舞われた羊肉料理のためとされる）それを隠し通し、ライバルの追撃を振り切り5度目の栄冠を掴んでいる。
エディ・メルクス（ ベルギー）
優勝年……1969年、1970年、1971年、1972年、1974年
ツール・ド・フランス5勝に加えジロ・デ・イタリアでも5勝、世界選手権でも3回優勝している。クラシックレースでの強さも圧倒的で、勝利に対するあまりの貪欲さから「食人鬼」の異名をとった。トータル525勝、勝率28.12%は、史上最も偉大な選手としてふさわしい記録である。
初出場の1969年には総合優勝に加えてポイント賞と山岳賞も併せて受賞し主要3部門独占を果たしており、この記録を達成した選手は今もなおメルクスただ一人である。
ベルナール・イノー（ フランス）
優勝年……1978年、1979年、1981年、1982年、1985年
アンクティル、メルクスに続いて初出場で初優勝を飾った。「ブルターニュのアナグマ」の異名で呼ばれた。
1985年のレースでは山岳ステージの落車で鼻を骨折し呼吸が困難になるアクシデントに見舞われチームメートだったグレッグ・レモンに優勝のチャンスが舞い込んだが、翌年はイノーがレモンのアシストに徹することを条件に優勝を譲らせたという逸話が残っている。しかし翌年、6勝目を挙げるべくレモンに立ちはだかったため2人の間に確執が生じることとなった（結局この年はレモンが総合優勝をしている）。かねて公言していた通り、1986年に32歳で引退した。
ミゲル・インドゥライン（ スペイン）
優勝年……1991年、1992年、1993年、1994年、1995年
ツール・ド・フランス史上初となる5年連続優勝を達成した。80kgを超す巨体ながら山岳ステージや個人タイムトライアルで絶対的な強さを発揮した。1992・1993年にはジロ・デ・イタリアとツール・ド・フランスの両方で総合優勝する「ダブルツール」を2年連続で達成するという、空前絶後の偉業を成し遂げている。
圧倒的な強さに加え、どの選手からも尊敬され愛される穏やかな人柄から「ロワ・ソレイユ（太陽王）」とまで呼ばれた。また日本では「相手選手が引き離してもすぐ背後に貼りついている」様子から「ターミネーター」と呼ばれていた。

## 区間優勝回数
- 通算勝利数

| 順位 | 名前                       | 国籍       | 優勝回数 |
| ---- | -------------------------- | ---------- | -------- |
| 1    | マーク・カヴェンディッシュ | イギリス   | 35       |
| 2    | エディ・メルクス           | ベルギー   | 34       |
| 3    | ベルナール・イノー         | フランス   | 28       |
| 4    | アンドレ・ルデュック       | フランス   | 25       |
| 5    | アンドレ・ダリガード       | フランス   | 22       |
| 6    | タデイ・ポガチャル         | スロベニア | 21       |

なお、ランス・アームストロングは22勝で5位となるが、ドーピングにより剥奪されている。
- 一大会での勝利数

8勝
シャルル・ペリシエ（1930年）
エディ・メルクス（1970年、1974年）
フレディ・マルテンス（1976年）
7勝
ジーノ・バルタリ（1948年）
ベルナール・イノー（1979年）

## ツールをめぐる問題
ツール・ド・フランスは、その初期から不正が横行していた。2回目の1904年の大会の時点で、優勝者のモリス・ガランを含む完走27選手中12選手が、列車の使用などの不正をして失格となり、アンリ・デグランジュがレースを開催しないと宣言する事態となる。このデグランジュの決断は、後に撤回されたため、ツール・ド・フランスは継続されるようになったが、貧しい階級出身者が多かった当時の自転車競技者にとって、巨額な賞金は何としてでも手に入れたいものであり、その後も不正行為は後を絶たなかった。特定の場所を通過したかどうかのチェックを行うポイント制が導入されてから、列車などの乗り物を使った不正は減少したが、代わりに薬物によるドーピングが用いられるようになる。21世紀になっても、ドーピングの問題は根深かった。2013年大会以降は、現在まで重大なドーピング問題は報告されていない。

### ドーピング問題
- 1924年

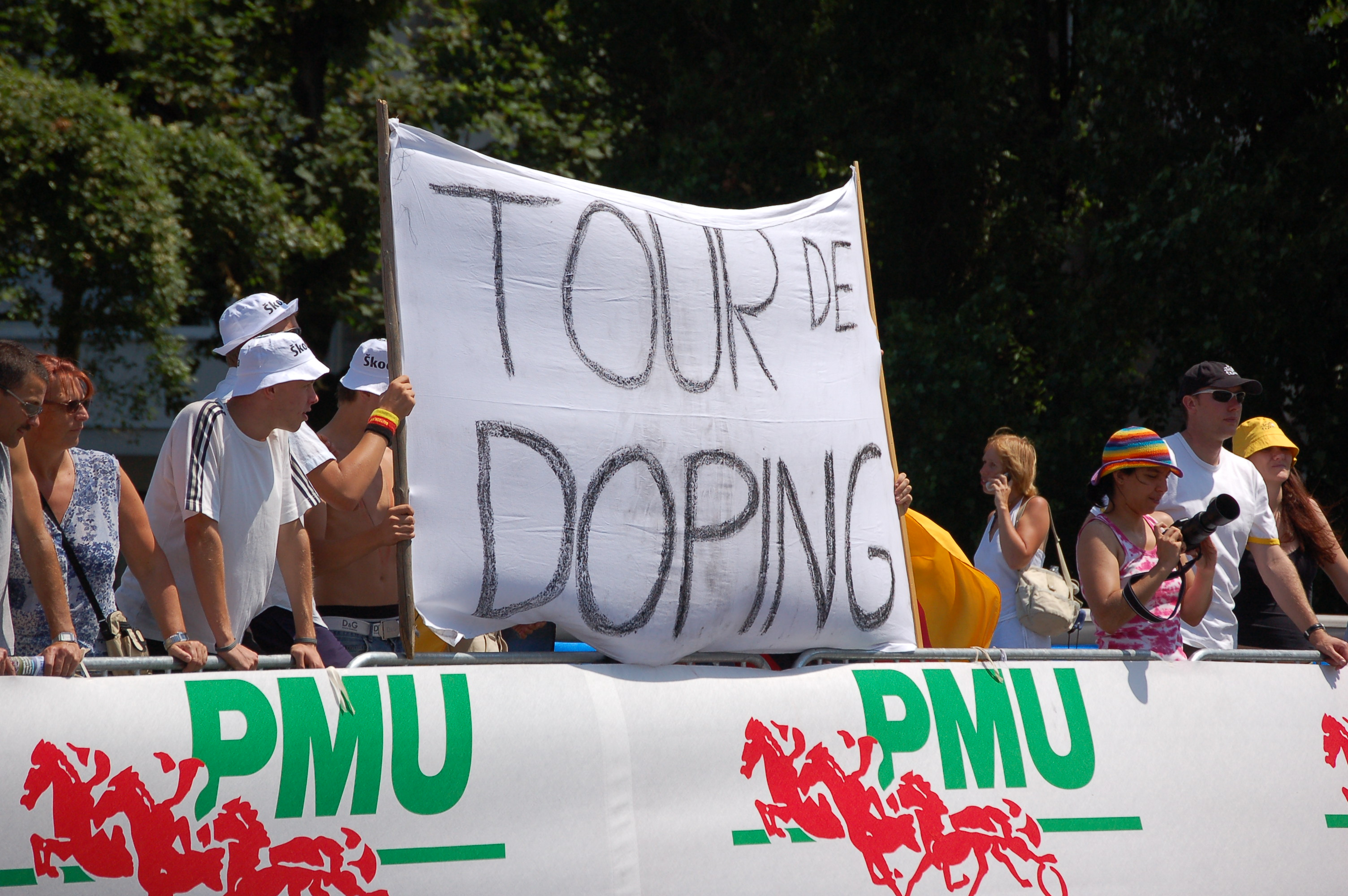
2006年のレースでのドーピング批判の横断幕

  - 途中棄権したアンリ・ペリシエらのペリシエ3兄弟が、親しい新聞記者にストリキニーネ、コカインなどを常用していた事実を告白したことで浮上した形となり、その後深刻さを深めていった[10]。当時は競技力向上よりも苦痛を和らげるための鎮痛剤（覚醒剤）が主に用いられていたとされる。

- 1949年及び1952年
  - ファウスト・コッピが生前、某テレビ番組の中で、「悪いクスリを飲んだとたん、ペダルが後ろに回ってしまった」といったジョークを交えながら、第二次世界大戦終戦直後に、アンフェタミンを服用し続けていた事実を告白した[11]。

- 1955年
  - 第11ステージ途中、モン・ヴァントゥ付近で棄権したジャン・マレジャックが、後にアンフェタミンを常用していたことが判明[12]したが、ツール・ド・フランスで明らかになった最初のドーピング事例だった。
  - また、任意に選んだ選手中20%が覚醒剤陽性となり依存症となっていることが判明。

- 1960年
  - 第14ステージ、中央高地にあるエグア山で、崖下から転落するアクシデントにより途中棄権となったばかりか、この事故が原因で、後に現役引退を余儀なくされたロジェ・リヴィエールが、事故以前からアンフェタミンなどの薬物を常用していたことが判明。
  - 総合優勝者のガストネ・ネンチーニの部屋から、ホルモン注射器が発見された[13]。

- 1967年
  - 第13ステージでトム・シンプソンがモン・ヴァントゥの上りで倒れ死亡する出来事が起きた。このときシンプソンの体内からアンフェタミン、アルコールや利尿薬が検出され問題となった。ただしこの年のモン・ヴァントゥ周辺のプロヴァンス地方は猛烈な暑さだったこともあり、またチームとの契約問題で精神的に追い詰められていたとの証言もあって、薬物はあったものの熱中症の作用によるものという意見も多い。実際、シンプソンの死は熱中症として扱われている。

- 1977年
  - ヨープ・ズートメルクが第15 (b) ステージ、ジョアキン・アゴスティーニョが第18ステージでそれぞれ禁止薬物使用により、区間記録を剥奪され、両選手にはそれぞれ、所定総合時間プラス10分のペナルティが科せられる。

- 1978年
  - ラルプ・デュエズを1位で入線したミシェル・ポランティエールが、禁止薬物使用を隠蔽するため、尿をコンドームにしまいこんで隠していたことが発覚。悪質な行為とみなされ、順位剥奪はもとより、即座に帰郷を命じられる。

- 1979年
  - 最終ステージ終了後、ヨープ・ズートメルクにドーピング違反が判明し、同ステージの区間記録が剥奪され、所定総合時間プラス10分のペナルティが科せられる。

- 1988年
  - 当初総合4位を記録していたヘルト＝ヤン・テュニス（PDM）に、テストステロンの陽性反応が出たため、所定総合時間プラス10分のペナルティが科せられた。これによりテュニスは、総合11位に降格。
  - 同年の山岳賞獲得者、スティーヴン・ロークス（PDM）が、エリスロポエチン（EPO）常用の事実を2009年に認める。
  - 総合優勝を果たすことになるペドロ・デルガド（レイノルズ）の体内から、当時既に国際オリンピック委員会では禁止薬物として指定されていたプロベネシド（Probenecid）が検出されたが、国際自転車競技連合が当時そのことを認識していなかったため、制裁等の処置は行われなかった。

- 1991年
  - PDM・コンコルドが第10ステージ後、突然の体調不良を訴え選手全員が棄権した。チームの声明が二転三転したこともあり薬物摂取による副作用ではないかとされている。

- 1996年
  - ポイント賞獲得のエリック・ツァベル（チーム・テレコム）が EPO を使用していたことを2007年に告白。また同年大会の総合優勝者、ビャルヌ・リース（チーム・テレコム）が同年前後にわたり、EPO常用の事実を2007年に告白。

- 1998年
  - 後にフェスティナ事件と通称される大規模な組織的ドーピングスキャンダルが発覚した。
  - フェスティナ・ロータスの車から禁止薬物が発見され、第6ステージ終了後にフェスティナはツールから除名された。2000年までに出走した9名全員がEPOを使用していたことを認めた。
  - 期間中にTVM・ファームフリッツの禁止薬物所持が新聞でスクープされた　(後に事実であったと判明) ことで各チームが度々警察の捜索を受けることとなった。
  - 第16ステージ終了後、カジノ・AG2R所属で同ステージ終了時点の山岳賞だったロドルフォ・マッシがパフォーマンス向上物質所持で逮捕された　(のちに不起訴)。マッシは史上初のドーピング関連の罪で逮捕されたライダーとなった。
  - 翌第17ステージでは度重なるジャンダルマリの介入に抗議して、このステージを選手全員がボイコットした。
  - 最終的には除外されたフェスティナやスペインから参加した全4チームを含め21チーム中計7チームがチームとして棄権した。この結果完走者は96人という1983年以来の2桁を記録することとなった。
  - この年の出場選手のサンプルを後の技術で再検査した結果、総合上位1、2位 (マルコ・パンターニとヤン・ウルリッヒ) を含む18名からEPOが検出され、総合3位 (ボビー・ジュリック) を含む12名が「疑わしい」と判定された[14]。

- 1999年〜2005年、2009年〜2010年
  - 2012年8月24日、前日までにランス・アームストロングが、同年6月12日にアメリカ合衆国アンチドーピング機関（USADA）から送付されたドーピング違反にかかる告発状に対し、不服申し立てを行わなかったことを受け、USADAは、1998年8月1日以降の記録を全て抹消した上で、アームストロングに対し、「永久追放」宣告を行った[15][16]。
  - 以下はアームストロングを「永久追放」宣告するに至った、USADAの見解である[15]。
    - エリスロポエチン（EPO）、輸血（時ドーピング）、テストステロン、副腎皮質ステロイド、及びそれらマスキング剤の使用歴があると考えられること。
    - EPO、輸血関連機器（例:測定針、血液バッグ、貯蔵容器と他の輸血機器や血液パラメータなど）、テストステロン、コルチコステロイドおよびマスキング剤などを所持している疑いがあること。
    - EPO、テストステロン、副腎皮質ホルモン剤を他者へ「横流し」していた形跡があること。
    - EPO、テストステロン、コルチゾンを他者へ投与した形跡があること。
    - 支援奨励、幇助、教唆、隠蔽など、複数のアンチ·ドーピング規則違反が見られること。

  - またUSADAは、1998年8月1日以降の成績抹消について、次の通り見解を示した[15]。
    - 元チームメイトなどの証言や観察等を通して、1998年以前から2005年までの期間中にEPO、輸血（時ドーピング）、テストステロン、コルチゾンなどの使用歴があると考えられること。
    - EPO、テストステロン、ヒト成長ホルモンについては、1996年頃から使用していた可能性があること。
    - 1999年から2005年までの期間に、EPO、輸血、テストステロン、コルチゾンなどの物質の提供（横流し）を行った上、それら物質の処方指導や投与をアームストロングが行っていたことを示す証拠を、元チームメイト等から提供を受けたこと。
    - 2009年、アームストロングが4年ぶりにツール・ド・フランスに出場するまでの間、EPO、輸血時ドーピングが行われていたとする、科学的データが存在すること。

  - 同年10月10日
    - USADAのCEOであるトラヴィス・タイガートは、USポスタルサービスチームにおける一連のドーピング違反事例についての調査報告書を公表した[17]。
    - USADAは、アームストロングが、ドーピングの「黒幕」と目される医学博士のミケーレ・フェッラーリに対し、100万ドルを超える「顧問料」を支払っていたことを、2人との間で取り行われた金銭授受明細書に基づいて明らかにした[18]。
    - またUSADAは、かつてUSポスタル、ディスカバリーチャンネルでチームぐるみのドーピングが行われていたことを証言した11名の元チームメイトの名前を発表（リーヴァイ・ライプハイマー、クリスティアン・ヴァンデヴェルデ、デヴィッド・ザブリスキー、トム・ダニエルソン、ジョージ・ヒンカピー、マイケル・バリー、フランキー・アンドリュー、タイラー・ハミルトン、フロイド・ランディス、ステフェン・スワールト、ジョナサン・ヴォーターズ）。このうち、ライプハイマー、ヴァンデヴェルデ、ザブリスキー、ダニエルソン、ヒンカピー、バリーの6選手に対し、6か月の出場停止処分と該当期間の成績剥奪処分を下した。6選手は、その期間についてのドーピング歴をUSADAが公表したところ、全選手がこれを認めたため、処分を受け入れた[19][20]。
    - 加えてUSADAは、アームストロングがUSポスタル時代にドーピングを是とするチーム土壌を醸成したとする報告書を、当時チームメイトだった上記選手の証言を交えながら公表した[21]。

  - 同年10月22日、UCIはスポーツ仲裁裁判所への上訴を行わず、USADAの裁定を受け入れることを表明し、1999年～2005年の7連覇の記録は剥奪されることが確定した[6]。

- 2002年
  - 総合3位のライモンダス・ルムシャス（ランプレ・フォンディタル）の夫人が、同年大会終了後、大量の禁止薬物所持により、警察当局に身柄を拘束される事件が発生。

- 2005年
  - スポーツ仲裁裁判所(CAS)は2012年2月9日、総合3位で全日程を終了したヤン・ウルリッヒ（T-モバイル・チーム）に対し、UCIのアンチドーピング違反規定15.2[22]違反により、2005年5月以降、引退年日の2007年2月までの記録を抹消とする裁決を下したため、ウルリッヒの当年大会記録は全て抹消された。

- 2006年
  - フロイド・ランディス（フォナック・ヒアリングシステム）が、体力消耗度が激しい山岳区間の第17ステージにおいて、残りまだ120kmもある地点にもかかわらず単独アタックを敢行してそれが見事に決まり、同ステージ2位通過のカルロス・サストレ（チームCSC）に5分48秒もの差をつけて区間優勝を果たした。さらにその後、ランディスは総合1位で全日程を終えた。ところが大会終了後、上記第17ステージにおける検体について、テストステロン値が異常であるとの結果が出たことを発端に、その後に複数の検体が陽性と判明したため、ASOは、ランディスの総合優勝記録を保留とし、その後1年以上に亘ってドーピング違反の真偽が問われることになった。ランディスは公聴会等で陰謀論を唱えるなど、当初は一貫してドーピング事実を認めなかったが、2007年9月20日にアメリカ合衆国アンチドーピング機関（USADA en:United States Anti-Doping Agency）が、ランディスの総合1位記録を取り消し、失格とする告知を出したことから、ランディスの総合優勝はく奪が決定した。これを受けてASOは同年10月15日、総合2位で全日程を終えたオスカル・ペレイロ（ケス・デパーニュ・イリェス・バレアレス）を総合優勝者として認定した。
  - オペラシオン・プエルトの余波を受けて、疑惑の渦中にあったヤン・ウルリッヒやイヴァン・バッソ、アレクサンドル・ヴィノクロフなどの優勝候補が大会直前になって出場を拒まれた。

- 2007年
  - 優勝の大本命とされていたアレクサンドル・ヴィノクロフ（アスタナ・チーム）が第15ステージ終了後にドーピング検査で陽性反応が出たことで棄権。さらに第16ステージ終了後にクリスティアン・モレーニ（コフィディス）がドーピング疑惑で連行された上、総合優勝をほぼ確実にしていたミカエル・ラスムッセン（ラボバンク）も検査に際して虚偽の居場所を報告したことでドーピングを疑われチームを解雇される形で棄権。この影響でアスタナ・チーム、コフィディスはチーム全体が棄権することになった。
  - 総合17位で完走したイバン・マヨ（サウニエル・ドゥバル・プロディール）の検体からエリスロポエチンの陽性反応が出たことをチームが明らかにするなど、レース後も混乱を引きずることとなった。

- 2008年
  - エリスロポエチン（EPO）よりも長い投与間隔で、ヘマトクリット値を維持することが可能な持続性エリスロポエチン受容体活性化剤（CERA）の使用が、当年より欧州で可能となったことにより、これに伴うドーピング違反事例が続発した。
    - マヌエル・ベルトラン（リクイガス） - 第8ステージスタート前に発覚。
    - モイセス・ドゥエニャス（バルロワールド） - 第11ステージスタート前に発覚。
    - 第6ステージと第9ステージの上りで驚異的な走りを見せてステージ優勝を果たし総合優勝争いにも加わっていたリカルド・リッコ（サウニエル・ドゥバル・スコット）が第11ステージ終了後のドーピング検査での陽性が発覚し、これによりチーム監督のマウロ・ジャネッティの判断により、サウニエル・ドゥバル・スコットは全選手を棄権させ、レースから撤退した。加えて以後しばらく、レース活動を自粛した後、サウニエル・ドゥバルがスポンサーから撤退[23]
    - 大会終了後、ベルンハルト・コール（ゲロルシュタイナー）、シュテファン・シューマッハー（ゲロルシュタイナー）、レオナルド・ピエポリ（サウニエル・ドゥバル・スコット）、ドミトリー・フォフォノフ[注 8]（クレディ・アグリコル）にもCERA陽性が発覚[24][25]。
    - 一方、一時的にドーピング違反とされたジミー・カスペール（アグリテュベル）は喘息治療薬の摂取量が基準値を超えたというものであったが、喘息は元々の持病であり後に無罪とされている[26]。

  - ASOは、2月13日にUCIプロツアーの有力チームの一つであるアスタナ・チーム（当時ルクセンブルク登録）を前年のツール・ド・フランスでのドーピング疑惑を理由に参加招待リストから除外することを発表した[注 9]。これにより、前年の覇者であるアルベルト・コンタドールの連覇および前年3位であるリーヴァイ・ライプハイマーの雪辱がレース開始前に思わぬ形で阻まれる形となった。

- 2009年
  - 「ツール・ド・ドーピング」とまで言われるようになってしまったことを受け、UCIが2009年6月に、「バイオロジカル・パスポート」（生体パスポート）と呼ばれるドーピング検査を導入。これにより、トーマス・デッケル（サイレンス・ロット）にEPO陽性反応が出たため、既にスタートリストに名前があったデッケルは、同年大会直前にメンバーから外された。
  - クリスティアン・ファンベルガー、アントニオ・コロムのドーピング違反発覚が発端となり、チーム全体がドーピングスキャンダルに揺れていたチーム・カチューシャが、参加予定選手を大幅に変更せざるを得なくなった[注 10]。
  - 当時UCIプロチームでありながら、フジ・セルベット（2008年のツールでは、サウニエル・ドゥバル・スコットとして参加）は、前年の大会においてドーピングスキャンダルのため、全選手途中棄権となったことをアモリ・スポル・オルガニザシオン(ASO)に咎められ、当大会に参加することができなかった。
  - 7月31日、国際自転車競技連合（UCI）がミケル・アスタルロサ（エウスカルテル・エウスカディ）に対し、同年6月26日にマドリードで世界アンチ・ドーピング機構（WADA）が行った尿検査の結果、前日の7月30日にWADAから、エリスロポエチン（EPO）陽性反応が認められたという話を受け、出場保留処分としていたことを表明[27]したことを受け、2010年5月15日、スペイン自転車競技連盟が、2年間の出場停止処分を下したことから、後日、当年第16ステージ優勝記録を含めた全記録を抹消された[28]。
  - 山岳賞を獲得したフランコ・ペッリツォッティ（リクイガス）に、UCIのバイオロジカル・パスポートにより血液ドーピングの疑いがかけられ、2011年3月8日、CASはこれを支持して2年間の出場停止処分を下したため、後に山岳賞ははく奪された。

- 2010年
  - 大会終了後の9月29日、総合優勝者のアルベルト・コンタドール（チーム・アスタナ）の広報担当者が、7月21日に行われたドーピング検査結果、クレンブテロールの陽性反応が出たことを明らかにしたことが発端となり、その後約1年半にも及ぶ「白黒」の大論争が展開された。コンタドールは検出量がごく微量であったことを受け、食肉摂取時における食物汚染によるものだと主張したが、国際自転車競技連合（UCI）と世界アンチ・ドーピング機構（WADA）はそのような事実はないと結論。2011年1月、なかなか処分決定を下そうとしなかったスペイン自転車競技連合は漸く、水面下でコンタドールに1年間の出場停止処分を提示したが、その1か月後、同連盟は不処分とすることを決めた。この裁定にUCIとWADAが異議を唱え、同年3月24日、UCIがスポーツ仲裁裁判所（CAS）に提訴。そして2012年2月6日、CASはコンタドールに2年間の出場停止処分とする裁定を下し、漸く決着を見た。これを踏まえてUCIは、2010年のツール・ド・フランス以降に記録したコンタドールの成績を抹消する決定を下したため、2010年のツール・ド・フランス総合優勝者はアンディ・シュレク（チーム・サクソバンク）となった。
  - シャビエル・フロレンシオ（サーヴェロ・テストチーム）が、メディカルスタッフの事前許可なしに、覚醒剤のエフェドリンを含む薬物を使用していたとして、プロローグ開始直前にメンバーから除外。よって、同チームは最初から8人での戦いを余儀なくされた。

- 2011年
  - 7月11日、第5ステージ終了後に採取されたアレクサンドル・コロブネフ（カチューシャ・チーム）の尿の中から、利尿薬であるヒドロクロロチアジドの陽性反応が確認された。当初コロブネフは意図的に行ったものではないと主張。同月20日、Bサンプルでも陽性が確認されたが、2012年2月29日、スポーツ仲裁裁判所（CAS）は、競技力向上に起因するものではなく、医学的見地から使用されたとみなし、処分なしの裁定を下した。

- 2012年
  - レミ・ディ・グレゴリオ（コフィディス）が、同レース休息日となった7月10日、チームが宿泊するホテルで、警察官及び「OCLAESP」の憲兵隊にドーピング容疑で逮捕された[29][30]。そして、ディ・グレゴリオのドーピング事例は、オゾンとブドウ糖を注射を用いて注入していたと見られると、フランス検察当局は述べた[31]。
  - 2012年7月17日、国際自転車競技連合（UCI）は、フランク・シュレク（レイディオシャック・ニッサン・トレック）の尿サンプルから、世界アンチ・ドーピング機関が禁止薬物に指定している利尿剤キシパミドの陽性反応を検出したことを発表した。シュレクは棄権処分となり、警察の事情聴取を受けた。世界アンチ・ドーピング機関は、キシパミドを「パフォーマンスの向上目的で使用したのではないと証明することができる物質」に指定しており、シュレクには無実を証明する機会が与えられる[32]。

### UCIプロツアーを巡る確執
主催者であるASOとUCIとの間で、参加チームの選定など、管理・運営に関する溝がUCIプロツアー制定初年度の2005年から生じた。さらにその溝は、年を追うごとに深刻さを増し、ジロ・デ・イタリアの主催者であるRCSスポルト、ブエルタ・ア・エスパーニャの主催者であるウニプブリクをも巻き込こんだ。そしてついに2008年、ASO、RCS、ウニプブリクが、UCIプロツアーからの離脱を決定。この決定に対し、看過できないという強硬姿勢をとったUCIとの確執がさらに続き、2008年の大会開催時に、ASOから参加を拒まれたアスタナ・チームを除く当時の17のUCIプロチームが、翌2009年シーズンのUCIプロツアーライセンスを更新しないという事態にまで発展したが、同年8月、UCIがASOの親会社であるEPAとの話し合いの末、UCIプロツアーを包含した新制度UCIワールドカレンダーを2009年シーズンから開始することで和解。ツールは2年ぶりに、ロードレースの年間シリーズに復帰することになった。

## その他
ツール・ド・フランスとジロ・デ・イタリアを同一人物が同年に総合優勝することを指して「ダブルツール」と呼び、加えて世界選手権自転車競技大会個人ロードレースを同年に制すると「トリプルクラウン」と呼ばれる。
参加者の中で最も総合タイムの遅い選手は「ランタンルージュ (Lanterne rouge)」=「赤ランプ」と呼ばれる。これは以前は貨物列車の最後尾に目印として赤ランタンが掛けられていたことに引っ掛けて（尾灯が赤であるべきことは世界共通。前照灯参照）「一番後ろを走る存在」すなわち「最下位の選手」を意味しており、総合優勝などとは別の意味で非常に注目される存在である。

## 日本人選手

### 近代ツール以前
川室競  第20回（1926年）、第21回（1927年）
大正15年と翌昭和2年の2大会に出場。いずれも第1ステージでリタイアに終わっている。

### 近代ツール以降
今中大介 第83回（1996年）
日本人として近代ツール初出場。第14ステージでタイムオーバーによりリタイア扱い。
新城幸也 第96回（2009年）、第97回（2010年）、第99回（2012年）、第100回（2013年）、第101回（2014年）、第103回（2016年）、第104回（2017年）
2009年は第2ステージ5位、129位完走。2010年は第11ステージ6位、112位完走。2012年は第4ステージ敢闘賞、84位完走。2013年は99位完走。2014年は65位完走。2016年は第6ステージ敢闘賞、116位完走。2017年は109位完走。
別府史之 第96回（2009年）
第3ステージ8位、第19ステージ7位、第21ステージ敢闘賞、112位完走。

## 日本でのテレビ放送
現在日本での放送はスポーツ専門チャンネル「J SPORTS」で全ステージ生中継されている（J SPORTS cycle road raceも参照）。
1985年から1991年にかけてはNHKが放映権を持ち、主にBS1で中継を行っていたほか、地上波でも数回「世界最大の自転車レース」と題して単発特番を放送していたこともある（現在この間の放送をDVD化したものがNHKエンタープライズから発売されている）。2007年からはBS1で後日ダイジェストながら放送を再開している。2013年から2015年までは「まいにち ツール・ド・フランス」のタイトルでデイリーハイライト番組を、2016年以降はウィークリーハイライトを放送。
1992年にフジテレビが放映権を取得し、同系列で「英雄たちの夏物語」というダイジェスト番組を2～3回にわたり放送していた。またJ SPORTSが生中継を始める前はフジテレビが衛星録画、山岳ステージの衛星中継を独占で行っていた。ダイジェスト番組のナレーションは窪田等が担当。テーマ音楽はTHE SQUAREの「CHASER」、エンディングテーマはビル・コンティによる映画『ライトスタッフ』のテーマ曲「The Right Stuff」。なお、2013年には第100回開催記念としてJ SPORTSが往事のコンセプトをそのまま再現した同タイトルの総集編を放送している。
1998年には当時の「SKY Sports」（J SPORTSの前身）がフジテレビからサブライセンスを受ける形で生中継を開始（その関係から、青嶋達也などフジテレビのアナウンサーが実況を担当することが多かった）。2005年にはフジテレビが放送権を放棄し、代わってJ SPORTSが5年間の独占放送の権利を取得した。2009年に契約を更新し2013年までの延長が発表され、さらに契約延長により2017年現在でも放送されている。2017年は全21ステージについて、スタートからフィニッシュまでの完全生中継が実現した。2025年には開催日直前にJ SPORTS親会社のJCOMが取得したBSデジタル放送局のJ:COM BS（旧・BS松竹東急）でも1日目と2日目をサイマル放送した。
なお、J SPORTSの生中継では、非常に長時間（2017年は最大で約8時間中継）に及ぶことから放送中に実況・解説者に補給食（レース中に選手が補給食を受け取るための袋にちなんで「サコッシュ」と呼ばれている）が配られそれを食べながら放送を行うという、他のスポーツ中継にはない特色があった。2007年にはJ SPORTSの携帯サイトにおいて視聴者が中継を見ながら食べているものを撮影してメールで送ってもらう「今日のサコッシュ」というコーナーが展開されるなど、ツール中継における名物となっていた。また2000年から2004年まで開催中に「裏ツール」サイトが公式サイト内に設置され、視聴者からの質問などをフォローしていた。川柳の投稿や放送内に行われるプレゼントクイズへの珍回答などを題材に毒舌の担当者の独断と偏見でプレゼントが贈られていた。Twitterが普及すると、ロードレース中継専用の実況ハッシュタグ「#jspocycle」と質問用ハッシュタグ「#jspocycleq」を設定、後者に関しては随時視聴者からの質問を取り上げ解説者が回答している。
また、テレビでの本放送だけでなく、J SPORTSオンデマンドでも同時ライブ配信を実施、同時にフランス現地の放送も実況を差し替えずに配信するだけでなく、最大4画面のマルチアングル配信も行っている。またYouTubeとニコニコ動画・ニコニコ生放送でも第1日などの無料同時ライブ配信やレースハイライトの配信を行っている。

## 関連大会
- ツール・ド・フランスさいたまクリテリウム

2013年1月、同年10月にも「ツール・ド・フランス」の名を冠した初の関連大会を日本の埼玉県さいたま市で開催を目指していることが報道され、3月25日にはさいたま新都心周辺で開催することが発表された。2013年10月26日に「さいたまクリテリウムbyツールドフランス」の名で開催され、沿道には20万人の観客が詰め掛けた。新型コロナ禍により2020年と2021年は開催が見送られ、2022年から再開された。

## 関連書籍
- デイヴィッド・ウォルシュ『ツール・ド・フランス物語』未知谷、1997年
- ポール・キメイジ『ラフ・ライド　アベレージレーサーのツール・ド・フランス』未知谷、1999年
- ジャン=マリ・ルブラン『総合ディレクターツールを語る』未知谷、2000年
- ジャック・オジャンドル『MEMOIRE　ツールの記録、追憶のツール』未知谷、2002年
- 安家達也『ツール100話 ツール・ド・フランス100年の歴史』未知谷、2003年
- 安家達也『ツール 伝説の峠』未知谷、2005年
- ビル・ストリックランド『ツール・ド・ランス』アメリカン・ブック＆シネマ、2010年
- セルジュ・ラジェ、ルーク・エドワード・エヴァンス『ツール・ド・フランスの百年史』スタジオタッククリエイティブ、2010年
- 山口和幸『ツール・ド・フランス』講談社現代新書、2013年
- ジェレミー・ホイットル『バッド・ブラッド ツール・ド・フランスの秘められた生活』未知谷、2014年
- ムスタファ・ケスス、クレマン・ラコンブ『ツール・ド・フランス100話』白水社文庫クセジュ、2014年
- マックス・レオナルド『敗者たちのツール・ド・フランス ランタン・ルージュ』辰巳出版、 2015年 ※内容は最下位選手の列伝